# La collina della libertà
La collina della libertà (자유의 언덕?, Ja-yu-ui eondeokLR) è un film del 2014 diretto da Hong Sang-soo.

## Trama
Un uomo giapponese arriva in Corea per trovare una sua vecchia amante. Mentre rimane ospite in una pensione, incontra diverse persone.